# 柴火

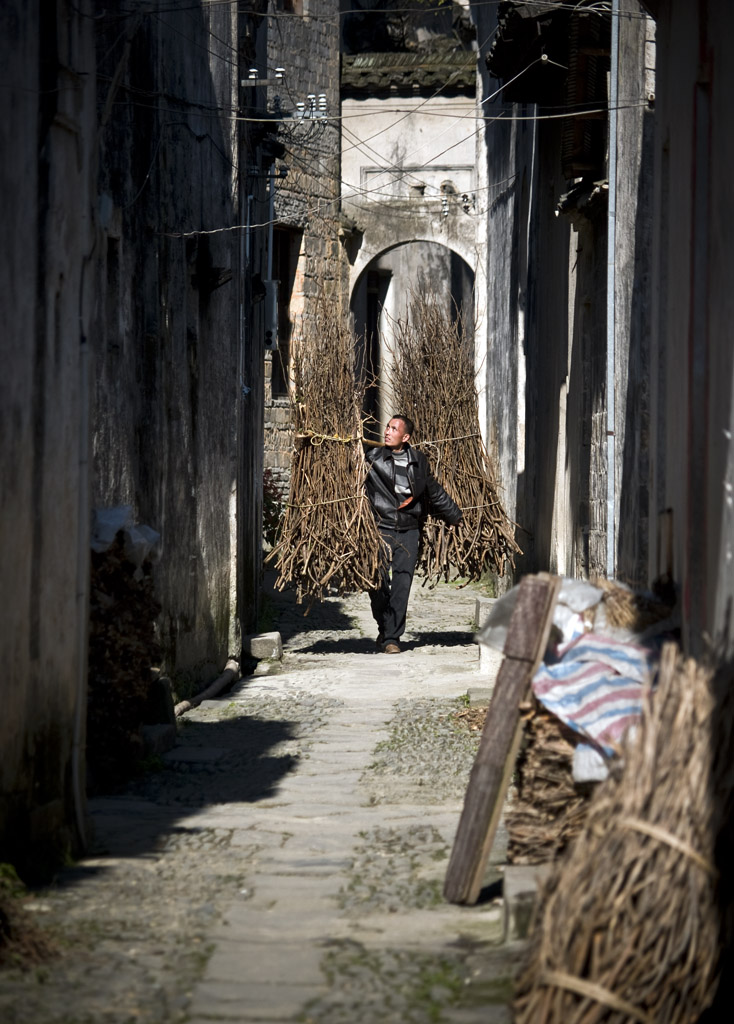
挑着柴火的年轻人

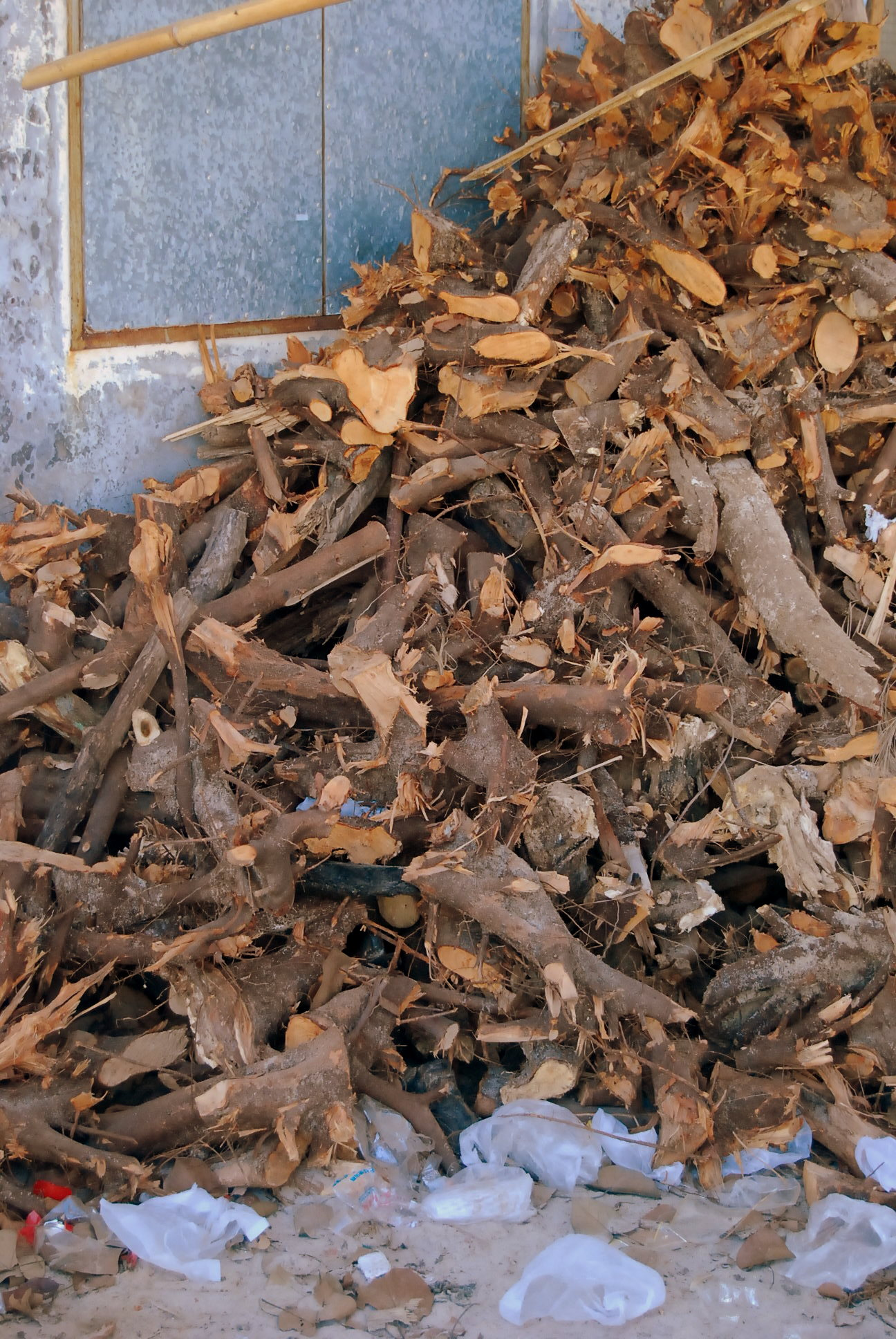
柴火堆

柴又稱為薪，是一种燃料。一般先砍伐树木的主干或枝条，然后把它们劈成适合炉灶大小的条状木材，就是柴。柴是古人日常生活必需品、「開門七件事」“柴米油盐酱醋茶”中排首位；这里的柴泛指炊用燃料。
另外，在中国民间，又有“柴火”的叫法，这个柴火则可能不但包括用树木制作的“柴”，还包括用干枯的稻草、野草等草本植物，秸秆或树叶、木屑等物。長期以來，中國農民使用柴火，燒柴。陶淵明擔任彭澤令時，送一僕人給其子，又寫信說道：「汝旦夕之費，自給為難。令遺此力，助汝薪水之勞。此亦人子也，可善遇之。」薪水即是「砍柴挑水」，如今已经成了工资、报酬的代名词。
古人认为不同的柴火有不同的烹饪效果。《調鼎集·火》列舉各種木柴烹煮：「桑柴火：煮物食之，主益人。又煮老鴨及肉等，能令極爛，能解一切毒，穢柴不宜作食。稻穗火：烹煮飯食，安人神魂到五臟六腑。麥穗火：煮飯食，主消渴潤喉，利小便。松柴火：煮飯，壯筋骨，煮茶不宜。櫟柴火：煮豬肉食之，不動風，煮雞鴨鵝魚腥等物爛。茅柴火：炊者飲食，主明目解毒。蘆火、竹火：宜煎一切滋補藥。炭火：宜煎茶，味美而不濁。糠火：礱糠火煮飲食，支地灶，可架二鍋，南方人多用之，其費較柴火省半。惜春時糠內入蟲，有傷物命。」

## 利弊

### 燒柴的好處
- 便宜易得。利用了秸秆等农业生产废料，实现了物质的充分利用。
- 柴取自於樹木或秸秆，理論上柴是一種可再生能源。適量、有限度和有選擇性的砍樹取柴，是可持續使用柴這種能源源料的方法。

適量、有限度和有選擇性的取柴方法舉凡：
1. 經詳細勘察，規劃出適當的砍樹範圍。
2. 限制砍伐樹木的樹齡，樹齡需要年屆成熟期，例如20－30年樹齡的軟木樹。禁止砍伐年幼樹木。
3. 限制砍伐樹木的數量不超過一個砍伐區的某個適當的百分比。
4. 選用適合的砍伐樹木方法，例如以鋸木方法，嚴禁用難於控制的方法如火燒。
5. 保留稀有品種的樹木。

### 燒柴的壞處
- 砍柴和收集秸秆需要耗费大量劳动力。
- 燃烧效率低，会产生黑烟，远不如煤气、天然气或电力清洁。
- 部份柴木或在燃燒時揮發致害化學物質。
- 過度砍伐樹木令樹林生態失平衡，樹林動物和植物面臨物種滅絕，土地亦因沒有樹木的根部抓緊而導致水土流失，容易引發山泥傾瀉。

## 相關俗語
- 扭紋柴：形容人性格反覆不定。

## 延伸阅读
[在维基数据编辑]
 《欽定古今圖書集成·博物彙編·草木典·薪部》，出自陈梦雷《古今圖書集成》